# Pseudepipona polyphemus
Pseudepipona polyphemus är en stekelart som först beskrevs av Kirby.  Pseudepipona polyphemus ingår i släktet Pseudepipona och familjen Eumenidae. Inga underarter finns listade i Catalogue of Life.